# Gran esposa reial
Gran esposa reial - hemet nisut wert en antic egipci - era el títol de l'esposa principal dels faraons. Tot i que la majoria de la població de l'antic Egipte era monògama, no era estrany que els homes de l'alta noblesa i els reis fossin polígams. Els faraons tenien el costum de casar-se amb més d'una dona per a poder assegurar-se la descendència i la supervivència d'algun dels seus hereus, tenien esposes principals, esposes secundàries i concubines. El títol original era el d'Esposa Reial (Hemet-nisut), títol que es troba per primera vegada utilitzat per Meritates I, filla i esposa del faraó de la dinastia IV Snefru i posteriorment esposa de Kheops. El títol de Gran Esposa Reial, el va utilitzar per primera vegada durant el segon període intermedi la reina Nubemhet, esposa de Sobekemsaf I; però va ser Meretseger, l'esposa de Sesostris III, la primera reina consort que va escriure el títol de "gran" ("wrt") junt amb el seu nom en un cartutx.

## Càrrec oficial

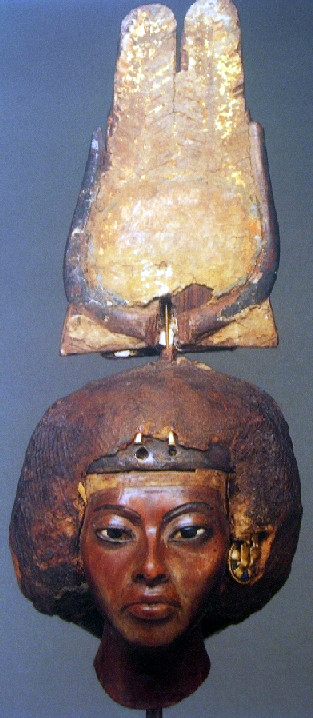
Tiy, muller d'Amenofis III i mare d'Akhenaton. Escultura en fusta amb incrustacions de pedra i metall. Noteu la corona de la deessa Hathor amb les banyes com a marc juntament amb el disc solar i les dues grans plomes d'estruç, identificador del seu rol de Gran Esposa Reial. Dinastia XVIII. Imperi Nou.

La Gran Esposa Reial era la consort oficial. El càrrec va patir diverses modificacions i es va anar adaptant a les diverses circumstàncies del devenir social, religiós i polític de la reialesa.
Així, mentre el càrrec va ser exercit per germanes o germanastres (filles de l'anterior Gran Esposa Real) a efectes de legitimar l'ascens al tron d'un determinat fill real, com va ser el cas de Hatshepsut amb Tuthmosis II, també la posició va ser exercida per filles del rei en curs, com va ser el cas de Ramsès II qui va prendre Meritamon (filla de Seti I) com a gran consort real.
En altres casos, la posició va ser exercida per dones que no tenien cap vincle sanguini amb la casa regnant, cas excepcional. L'única estrangera de la qual se sap que va aconseguir el títol de Gran Esposa Reial va ser la princesa hitita Maathorneferure, a la qual Ramsés II va concedir el títol després de la mort de les seves dues primeres grans esposes, Nefertari i Isetnofret (o Isetnofret), encara que els fills de la princesa no van tenir accés al tron. En altres ocasions el títol era concedit a una esposa secundària a la mort del faraó, si un fill seu es convertia en l'hereu al tro.
Si bé la majoria dels egipcis eren monògams, el faraó tenia altres esposes (i concubines) de menys rang, fet que li permetia contraure matrimonis per qüestions dinàstiques (amb l'hereva del dret real), per qüestions sentimentals, i també per qüestions polítiques i diplomàtiques (amb les filles dels seus aliats, tant nacionals com estrangers).
La Gran Esposa Reial governava la Casa Jeneret (l'harem del faraó), institució de gran influència i independència econòmica, i als funcionaris que treballaven per als seus tallers, els administradors i els servents.

### Iconografia
La identificació de la Gran Esposa Reial és clara des del moment que la dona que l'exercia era portadora de determinats atributs, fossin rituals o polítics.
Durant l'Imperi Nou, un atribut típic era la Corona Atef composta de dues plomes d'estruç amb base del disc solar i la banya de la deessa Hathor. En alguns casos, s'adornava amb una imatge de la deessa Nekhbet, representada per un voltor blanc.
A partir de la dinastia XII, la Gran Esposa Reial va obtenir el dret a posar el seu nom dins d'un cartutx en els textos commemoratius i en els monuments, igual que el faraó.

### Funcions religioses

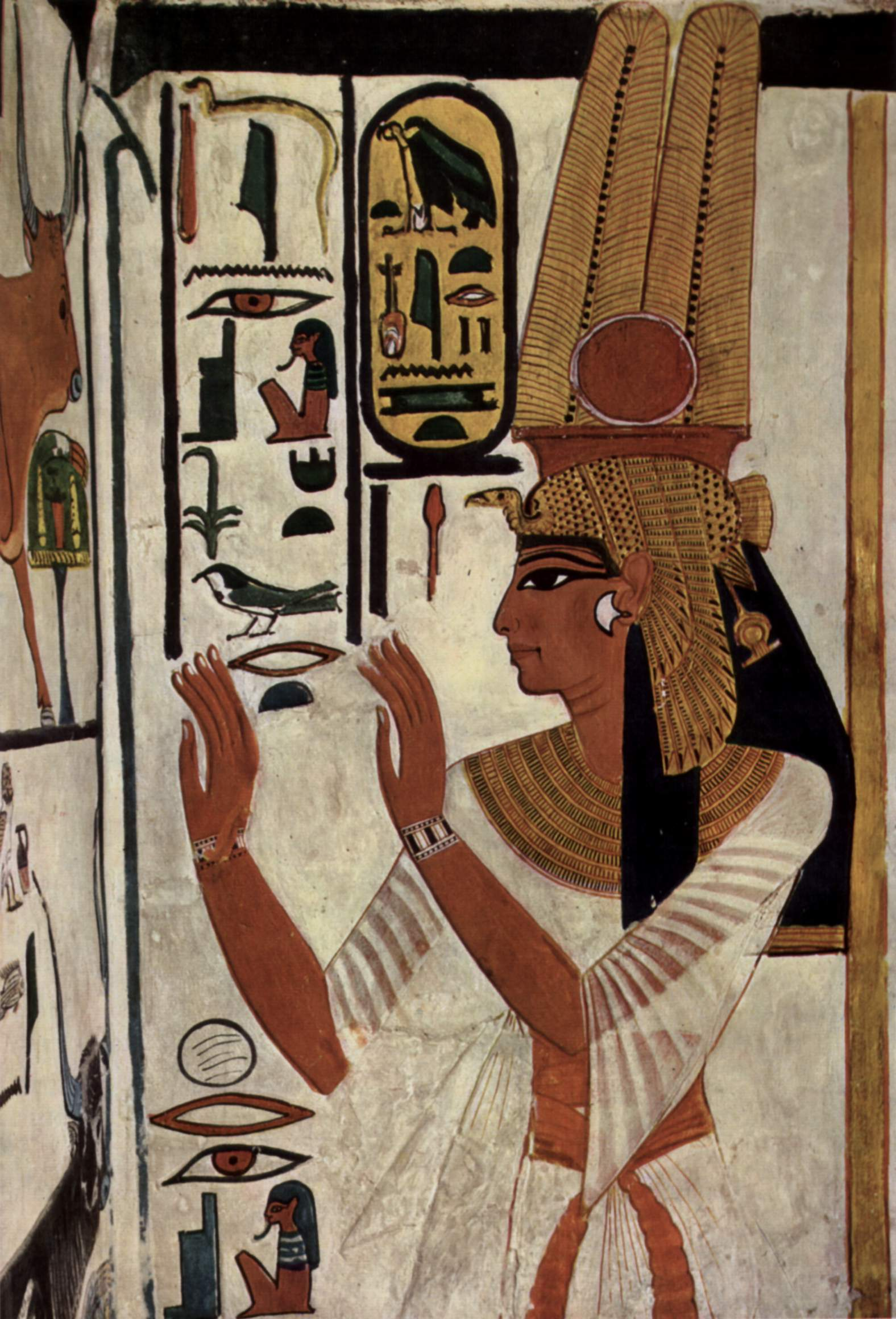
Nefertari la Gran Esposa Reial del rei Ramsès II. Adornada amb corona de plomes d'estruç i disc solar. Observeu els cartutxos que envolten el seu nom. Dinastia XIX. Imperi Nou.

En la història de l'antic Egipte, i arreu del país, coexistien diversos cultes específics segons les localitzacions geogràfiques, de tal manera que cada ciutat té un déu patró al qual es venera especialment i el qual representa i protegeix la ciutat, és el cas d'Abidos i el déu Osiris, el de Tebes i el déu Ammon, el de Memphis i Ptah, i el d'Ajmin i el déu Min, entre d'altres.
Dins de l'esdevenir del desenvolupament religiós, en l'època de l'Imperi Nou s'havia desenvolupat àmpliament el concepte de tríada divina: l'adoració del déu, la seva esposa i el seu fill a manera de projecció familiar reproduïda en la família regnant, on el faraó representava al déu, la Gran Esposa Reial a la divina consort del déu i el príncep hereu al fill diví del déu.
Així, en diverses ciutats, d'acord amb el déu patró de la ciutat, van florir diversos cultes i pràctiques religioses on el faraó personificava al déu, la Gran Esposa Reial encarnava a la seva divina consort i l'hereu al tron el fill diví. Per exemple, a la ciutat d'Abidos, el culte a Osiris implicava una importància fonamental al rol de la Gran Esposa Real, qui tenia la missió d'encarnar l'esposa del déu, Isis, qui exercia els rituals de reviure el déu mort.
Similar pràctica es pot veure en les festivitats de la ciutat de Tebes, on el patró, Ammon, tenia com a divina esposa a Mut i el fill d'ambdós era Jonsu.
En concret, es pot afirmar que la posició de Gran Esposa Reial involucrava una infinitat de funcions rituals no només amb caràcter polític, en una clara ingerència de l'estat en la vida religiosa dels egipcis, sinó també per a cobrir determinades activitats relacionades amb l'univers de deïtats. Així la Gran Esposa Reial era la representació d'Isis a la terra, el que implicava les característiques de ser la protectora del faraó (com Isis ho va ser d'Osiris). En diverses festivitats i processons religioses, el rol de la Gran Esposa Reial era summament important i en algunes de caràcter fonamental.

## Successió al tron
L'ordre de successió a l'antic Egipte passava a través de les dones de la família reial, de manera que l'hereu havia de casar-se amb una filla de l'anterior Gran Esposa Real, dipositària dels drets: el faraó era l'Horus vivent, i l'herència divina que l'acreditava com a tal es transmetia per línia materna. Aquest matrimoni era necessari, sobretot, quan el faraó era fill d'una esposa secundària, un altre príncep de la casa reial, fins i tot un usurpador que procedia d'una altra família (com va passar en diferents ocasions donant lloc a un canvi de dinastia), però sempre mantenint els drets heretats de l'estirp anterior. Matrimonis secundaris amb altres dones de la família reial asseguraven hereus del mateix llinatge, així com princeses que poguessin convertir-se en esposes reals. Les princeses reals també exercien una funció primordial en la religió, ja que la Gran Esposa Reial oficiava els ritus com sacerdotessa de diferents temples, en un poble on la religió estava inexorablement entrellaçada amb les funcions dels governants.
La principal funció política que centrava la Gran Espora Reial era doncs la de mantenir l'estirp real. En alguns casos, el títol de Gran Esposa Reial era precedit per l'epítet a manera de títol cortesà de "la donadora d'hereus", realçant que la successió real hauria de passar per un fill d'ella, fora home o dona.

### Plançó masculí
Si el cas fos el primer, un príncep home no tindria problemes de legitimar la seva ascensió al tron, en tenir ple dret per ser hereu del faraó i fill de la Gran Esposa Reial.
Per exemple, tenim el cas del matrimoni del faraó Amenhotep III i la seva Gran Esposa Reial Tiy, qui va dotar al rei de dos fills homes, el primer hereu, el príncep Tuthmosis ignot fins al dia d'avui per haver tingut una mort primerenca, donant-se l'oportunitat que el segon fill de la Gran Esposa Reial sigui finalment el successor del faraó, el príncep Amenofis o Amenhotep IV, qui seria a posteriori més conegut com a Akhenaton.

#### Plançó femení
Si la Gran Esposa Reial brindava una filla, l'existència d'una princesa implicava la impossibilitat de ser faraona i el seu destí més precís era el de ser promesa amb un fill del rei fruit de la relació amb una dona de menor rang, o amb un pretendent al tron a qui cap vincle sanguini unís amb la casa regnant.
El millor exemple que ens brinda la història és el cas de Hatshepsut, qui sent filla favorita del rei Tuthmosis I i la seva Gran Esposa Real, es trobava impossibilitada de succeir al seu pare, raó per la qual va ser desposada per un príncep real, fill d'una esposa secundària del rei, el futur faraó Tuthmosis II.
Aquesta mateixa costum pot ser observada en el casament del jove príncep Tutankaton, qui sent probablement fill del rei Akhenatón i una esposa de menor rang Kiya, va tenir com a Gran Esposa Real a Ankhesenamon, fruit del faraó i la seva Gran Esposa Real, la bella Nefertiti.
La funció política de la posició de Gran Esposa Reial queda més explícitament de manifest amb l'extinció de la dinastia XVIII, la qual es va extingir en la seva línia masculina amb la prematura mort de TutankAmmon, qui no va deixar hereu. El successor al tron, l'antic djati del faraó heretge, el noble Ay, va ascendir al poder desposando a una de les princeses de la Gran Esposa Reial d'Akhenaton, la princesa AnkhesenAmmon, per mantenir la relació amb l'estirp.
Al seu torn, a la mort d'Ai com a faraó, un usurpador va prendre el tron, Horemheb, qui casar a una filla d'Ai com a Gran Esposa Real, la princesa Mutnedymet. D'aquesta manera, el nou faraó Horemheb va pretendre donar-li un tint de legitimitat a la seva ascensió al tron tenyint el seu regnat com una continuïtat de la dinastia anterior regnant.

## Grans Esposes Reials

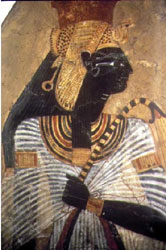
Ahmose-Nefertari, que va instaurar una llarga dinastia de Grans Esposes Reals en la dinastia XVIII.

La mare de l'hereu al tron no tenia per què ser Gran Esposa Real, però un cop era coronat faraó solia concedir a la seva mare aquest títol juntament amb altres, fins i tot encara que ella no tingués aquest dret durant la vida del seu marit, com va fer Amenhotep III amb la seva mare, Mutemuia; fins i tot de vegades, el títol es va concedir de manera pòstuma, com a Iset, la mare de Tuthmosis III.
El major grau de poder d'una Gran Esposa Real va ser assolit per Hatshepsut, que després de la mort del seu espòs, Tuthmosis II, es va convertir en regent durant la minoria del seu fillastre, Tuthmosis III, assumint finalment el títol de faraona i prenent decisions pròpies d'un governant. Encara que hi va haver altres reines que van governar Egipte, Hatsepsut va ser la primera dona que va prendre el títol de faraó, impedint el matrimoni entre el nou rei, fill d'una esposa secundària, i la seva filla, la princesa real Neferure, única persona que podia legitimar l'ascens al tron del successor.
Durant el període d'Amarna, el faraó Akhenaton va elevar la seva Gran Esposa Reial Nefertiti a una posició molt propera a la seva pròpia, de manera que podria considerar com a co-regent amb ell, donant-li un paper molt més prominent en els rituals religiosos que qualsevol altra Gran Reial Esposa hagi tingut abans o després d'ella.
Encara Ramsés II no va concedir el seu Gran Esposa Reial Nefertari cap facultat extraordinària, sí que li va donar un gran protagonisme, col·locant estàtues d'ella de la mateixa mida que les seves i construint el seu propi temple en Abu Simbel, un acte sense precedents en la història de l'Antic Egipte.
Les esposes secundàries del faraó (HMT nel teu) en general no són esmentades en les inscripcions dels monuments llevat d'excepcions com la de Kiya, esposa secundària d'Akhenatón, que li va concedir el títol d'Esposa Molt Estimada, hemet mererty aat, encara que també existeixen referències en forma més abreujada com La Preferida o ta shepset. Un altre exemple d'excepció és el cas de la reina Isetnofret, probablement la primera dona del gran Ramsès II, que va conviure a l'ombra de la Gran Esposa Reial d'aquell faraó, l'anomenada Nefertari, i que la va succeir en el lloc a la seva defunció.